# Rudnia Szlagin
Rudnia Szlagin, Rudnia Szlachina (biał. Рудня-Шлягіна, Rudnia-Szlahina, ros. Рудня-Шлягина, Rudnia-Szlagina) – dawna wieś na Białorusi, w obwodzie homelskim, w rejonie wieteckim, około 13km na północ od Wietki.
W wyniku katastrofy w elektrowni jądrowej w Czarnobylu i skażenia promieniotwórczego mieszkańcy wsi zostali przesiedleni.
Wieś została oficjalnie zlikwidowana w 2011 roku.